# Бадр, Мохамед (футболист)
Мохамед Бадр Хассан (англ. Mohamed Badr Hassan; 25 ноября 1989, Каир, Египет) — натурализованный гибралтарский футболист египетского происхождения. Полузащитник клуба «Европа» (Гибралтар) и сборной Гибралтара.

## Биография

### Клубная карьера
Родился в Каире в 1989 году. До переезда в Гибралтар был игроком клуба второй египетской лиги «Асуан». В 2014 году Мохамед Бадр подписал контракт с клубом «Линкс», выступающем в чемпионате Гибралтара. С 2018 года является капитаном команды.

### Карьера в сборной
После пяти лет жизни в Гибралтаре получил право выступать за местную футбольную сборную. Дебютировал за сборную Гибралтара 10 октября 2019 года в товарищеском матче со сборной Косова, в котором провёл на поле все 90 минут. В том же году Мохамед Бадр провёл ещё три игры за сборную в рамках отборочного турнира чемпионата Европы 2020.